# Hiệp hội đại học châu Âu
Hiệp hội đại học châu Âu (tiếng Anh: European University Association, viết tắt EUA) đại điện và hỗ trợ hơn 850 học viện đại học ở 47 quốc gia, cung cấp một diễn đàn cộng tác và trao đổi thông tin về giáo dục đại học và các chính sách nghiên cứu.